# صمخ
صمخ، إحدى مراكز محافظة بيشة. تقع في جنوب المحافظة على مسافة 80 كيلاً، ويقطنها 10660 نسمة. وبها من الدوائر الحكومية: دفاع مدني، محكمة، بلدية، شرطة.

## أهمية صمخ
تمثل الرسوم الصخرية في هذا المركز ما يقارب من 70% من إجمالي ما تم الكشف عنه، وقد ساعدت على ذلك طبيعة تكوين المنطقة التابعة لمركز صمخ حيث تكثر صخور الجرانيت الملساء، والتي تسمح للرسام بالرسم والنقش عليها، ومن أبرز المواقع التي وُجدت فيها الرسوم والنقوش الصخرية:
- عرق الطايق يقع على حافة وادي هرجاب، وهي عبارة عن سلسلة صخرية تمتد لمسافة حوالي 1500م، ولايزيد عرضها عن 12م، وكان الموقع قد أكتشفهُ فريق وكالة الآثار اثناء مسح الجزء الجنوبي من المملكة العربية السعودية، وقد عُثر على رسوم ونقوش لمختلف الحيوانات، والرسوم الآدمية.
- الشبهان يقع على الطريق العام الذي يربط بين بيشة وخميس مشيط في المنطقة التي تُعرف بريع المقاطير.
- موقع الضبة يقع في وادي شواحط أحد روافد وادي هرجاب على بعد 25كم تقريباً عن مركز صمخ من الناحية الجنوبية.
- موقع قليتة يقع في القاع إلى الجنوب من المركز، والموقع عبارة عن حواف صخرية سُجل بها عدد من الرسومات الحيوانية.
- اليافع يقع في وادي هرجاب، ويبعد عن المركز باتجاه الجنوب بمسافة تُقدر بـ 10كم، والموقع عبارة عن صخور كبيرة على حافة الوادي، ويحمل عدداً من النقوش بقلم المسند، ورسوم أبقار بقرون طويلة، وصوراً لفرسان يحملون سيوفاً ورماحاً.
- موقع الضور يقع في الجهة الشمالية من جبل الصور، وقد عُثر فيه على بعض الرسوم والنقوش.
- موقع دنن تقع شمال المركز، ويبعد عن الطريق العام باتجاه الشرق، ويشتمل الموقع على صخرتين كبيرتين مليئتين بالرسوم الحيوانية والآدمية، وقد غطت الرسوم الحيوانية طبقة غشاء العتق، وقد عُثر أيضاً على رسوم جمال ومعارك بالرماح على ظهور الإبل، ورسوم النعام.[2]

## وصلات خارجية
- صمخ في سطور.